# Acontia guttifera
Acontia guttifera là một loài bướm đêm trong họ Noctuidae.